# Gabriel Mann (compositeur)
Pour les articles homonymes, voir Gabriel Mann.
Gabriel Mann, connu aussi sous le nom de Gabe Rutman, est un compositeur et chanteur américain, spécialisé dans le domaine des jeux vidéo ainsi que du cinéma.

## Biographie
Mann commence une carrière de compositeur additionnelle, notamment dans les films Traque sur Internet ainsi que la série télé Le Damné. Ensuite, il commence à écrire et à composer des chansons dans la série Le Damné mais aussi pour Le Vaisseau de l'angoisse. Il prend position dans le monde de la télévision en écrivant des chansons pour divers séries et parallèlement, il compose la musique de jeux vidéo notamment dans la série Spyro.

## Filmographie

### Comme compositeur

#### Cinéma
- 2004 : Spelling Bee (Court-métrage)
- 2006 : Guilty Hearts
- 2012 : Barbie : La Princesse et la Popstar
- 2014 : Barbie et la Porte secrète

#### Documentaire
- 2004 : Miami Slice

#### Jeu vidéo
- 2004 : Crash TwinSanity
- 2006 : The Legend of Spyro: A New Beginning
- 2007 : The Legend of Spyro: The Eternal Night
- 2007 : TimeShift
- 2008 : La Légende de Spyro : Naissance d'un dragon
- 2009 : Leisure Suit Larry: Box Office Bust

#### Télévision
Série télévisée
- 2007 : American Family
- 2007 - 2008 : Carpoolers
- 2009 - 2011 : Exit 19 : Compositeur du générique
- 2011 : The Protector : Treize épisodes
- 2011 : Ringer : Cinq épisodes / Compositeur du générique
- 2011 - 2012 : The Eyes : Neuf épisodes
- 2012 : Jane by Design : Neuf épisodes
- 2012 : Bent : Six épisodes
- 2012 : Modern Family : Soixante-trois épisodes / Compositeur du générique
- 2013 : Rectify
- 2013 : Twisted
- 2011 - ... : The Exes
- 2012 : Only Fools and Horses
- 2013 : Welcome to the Family (série télévisée, 2013)

Téléfilm
- 2009 : Happiness isn't everything
- 2010 : Who gets the parents
- 2011 : Barbie : Un merveilleux Noël
- 2012 : Midnight Sun
- 2012 : Prairie Dogs
- 2012 : Rebounding

### Comme membre du département musical

#### Télévision
Téléfilm
- 2006 : La Course au mariage : Composition, paroles et interprétation des chansons Rock on for Christmas, back Down the Chimney Again, Everything Under the Sun et It's starting to Snow
- 2007 : Revanche de femme : Composition, paroles et interprétation de la chanson Over and Over

Série télévisée
- 1996 : L.A. Firefighters : Musique additionnelle d'un épisode
- 1998 : Le Damné : Musique additionnelle de deux épisodes / Composition, paroles et interprétation de la chanson Where will I go
- 2003 - 2005 : Arrested development : Composition, paroles et interprétation de quatre chansons
- 2005 : The Office : Composition, paroles et interprétation des chansons Depends, Desperate Angel, Ripe Fruit et The Something that is Nothing
- 2005 : Over There : Musique additionnelle d'un épisode
- 2005 : Sex, Love and Secrets : Musique additionnelle de huit épisodes
- 2005 : Réunion : Destins brisés : Musique du générique de neuf épisodes
- 2006 : Runaway : Composition, paroles et interprète de la chanson Where are You de l'épisode There's No place like home
- 2006 - 2007 : Big Day : Musique additionnelle de douze épisodes
- 2007 : Laguna Beach : The Hills : Composition et paroles de la chanson Shadows of Tail Buildings de l'épisode Meet the Parents
- 2007 : Hidden Palms : Enfer au paradis : Interprète / Paroliers de la chanson Go up to Go Down de l'épisode Dangerous Liaisons
- 2007 : What About Brian : Interprète / Paroliers de la chanson Go up to Go Down
- 2007 - 2008 : Carpoolers : Composition, paroles et interprétation de chanson dans huit épisodes
- 2008 : Worst Week : Pour le meilleur... et pour le pire ! : Musique additionnelle de onze épisodes

Documentaire
- 2004 : Miami Slice : Générique d'un épisode
- 2006 : The third monday in October : Composition, paroles et interprète de la chanson Maybe This'll Be My Year

#### Jeu vidéo
- 2000 : The Operative: No one Lives Forever : Musique additionnelle
- 2007 : World in Conflict : Musique additionnelle
- 2008 : La Légende de Spyro : Naissance d'un dragon : Composition, paroles, interprétation et production de la chanson Guide You Home I would die for You

#### Cinéma
- 1995 : Traque sur Internet : Musique additionnelle
- 1999 : 35 heures, c'est déjà trop : Chanteur chanson
- 2000 : Preston Tylk : Chanson
- 2000 : Urban Legend 2 : Coup de grâce de John Ottman : Mixeur musical
- 2002 : Le Vaisseau de l'angoisse : Composition, paroles et interprétation de la chanson My Little Box
- 2003 : Mon boss, sa fille et moi : Interprète et producteur de la chanson You make me feel like dancing
- 2004 : Pyjama Party : Composition, paroles et interprétation de la chanson Remember (utilisé lors de la 33e cérémonie des Emmy Awards)
- 2004 : Roomies : Mixeur et enregistreur de la musique
- 2005 : The Prize Winner of Defiance, Ohio : Arrangeur musical et orchestrateur
- 2005 : Crash Tag Team Racing : Musique additionnelle
- 2006 : American Pie: String Academy (DTV) : Composition, paroles et interprète de la chanson Down Down Down
- 2006 : Tout pour cette fille : Ingénieur enregistrement musical
- 2007 : Miss Campus : Interprète de la chanson When I see you Smile
- 2008 : An American in China : Composition, paroles et interprétation de la chanson Gravity
- 2008 : Super Héros Movie : Producteur de la chanson All By Myself
- 2008 : The Women : Composition et paroles de la chanson Beautiful / Interprétation et production de la chanson Count on Me
- 2010 : Alpha et Oméga : Composition, paroles et interprétation des chansons That's Me and You et On the Loose again
- 2011 : Barbie apprentie princesse (DTV) : Composition, paroles et producteur de la musique On Top of The World
- 2012 : Paranormal Activity 4 : Paroles des chansons Break Me Out 2.0 et Hail Mary / Interprétation de la chanson Hail Mary
- 2013 : Barbie : Rêve de danseuse étoile (DTV) : Coécriture de la musique Keep on Dancing